# Pitt Meadows (Columbia Británica)

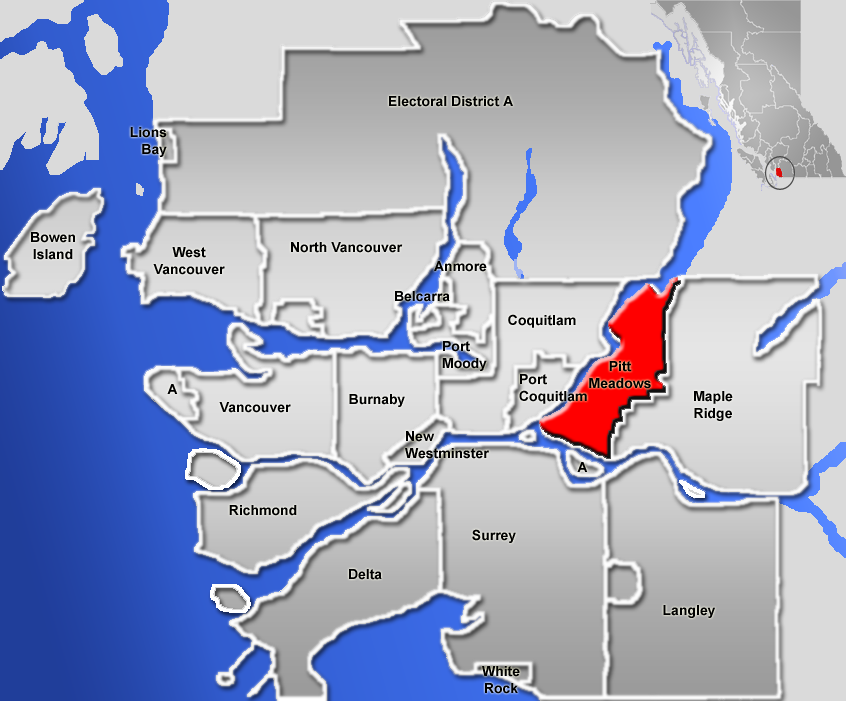
Pitt Meadows, ubicación.

Pitt Meadows, es un distrito municipal al suroeste de Columbia Británica, Canadá.
Forma parte del Distrito Regional del Gran Vancouver.

## Demografía
La población de Pitt Meadows fue de aproximadamente 14 700 habitantes en 2001.
La construcción del Puente Golden Ears benefició a Pitt Meadows.
- Datos: Q1369892
- Multimedia: Pitt Meadows / Q1369892